# Nouri Bousahmein
Nouri Bousahmein (arabe : نوري أبو سهمين), né le 25 octobre 1956 à Zouara, est un homme d'État libyen. Il est président du Congrès général national du 25 juin 2013 au 5 avril 2016. À ce titre, il est chef d'État de facto de la Libye jusqu'au 5 avril 2016, après avoir perdu la reconnaissance internationale le 5 août 2014.

## Biographie
Il est élu président du Congrès général national le 25 juin 2013,. Il exerce la fonction de chef de l'État libyen de facto pendant la période de transition. Le 31 mars 2016, après l'arrivée de Fayez el-Sarraj à Tripoli, il se réfugie à Zouara. À partir d'avril 2016, il est avec Aguila Salah Issa et Khalifa al-Ghowel, visé par des sanctions de l'Union européenne. Il est retiré de la liste en 2021.
Il est remplacé par Abu Bakr Baira, le chef intérimaire du nouveau parlement. Il était également le représentant du GNC de sa ville natale amazighe (c.-à-d. berbère), Zouara à l'ouest du pays.